# Ange Hyacinthe Maxence de Damas

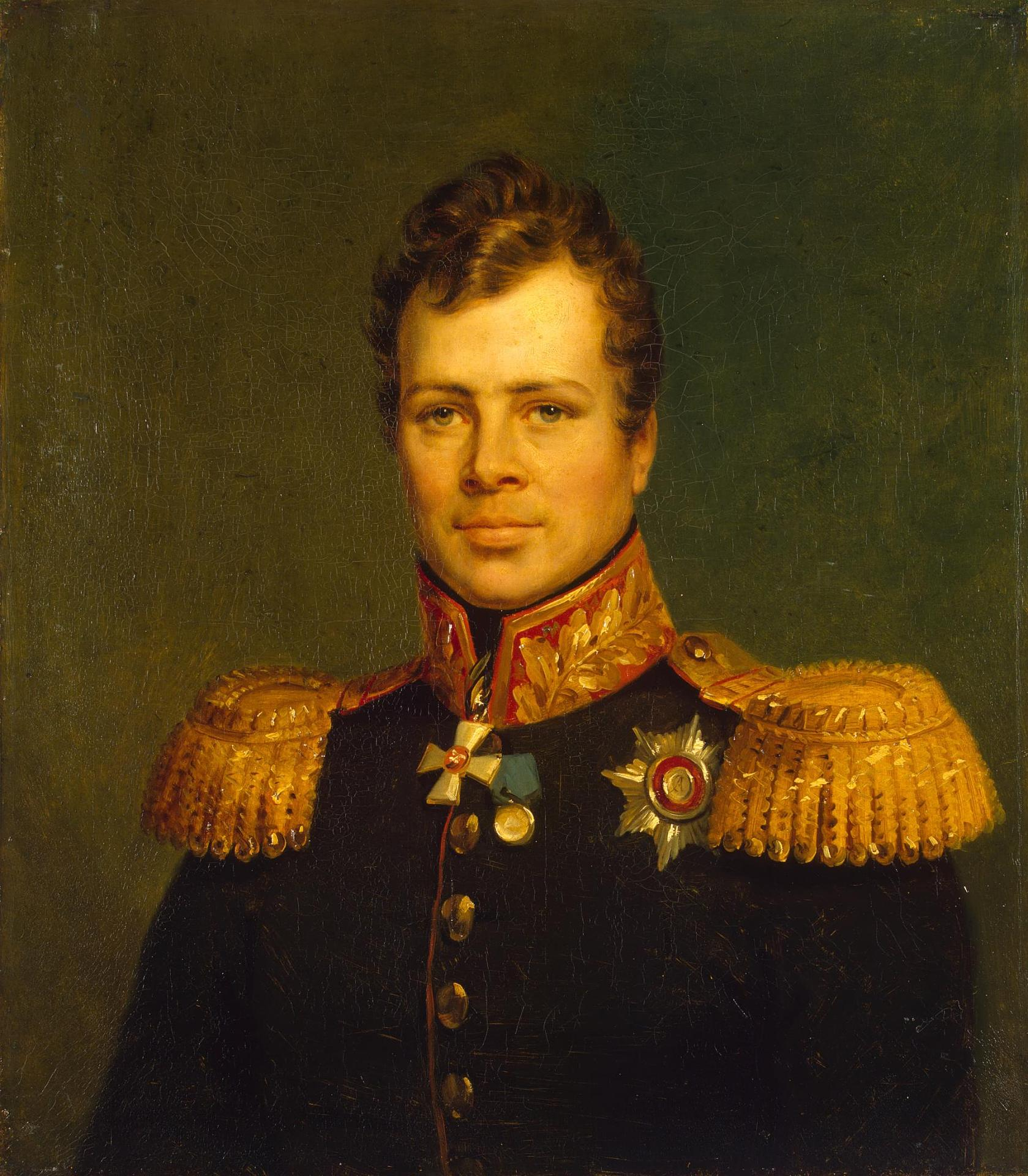
Ange Hyacinthe Maxence de Damas als russischer General

Ange Hyacinthe Maxence, Baron de Damas (russisch Барон Максим Иванович де Дамас; * 30. September 1785 in Paris; † 6. Mai 1862 auf Schloss Hautefort) war ein russischer, später französischer General und Staatsmann.

## Leben
Der Baron Damas entstammte der altadligen französischen Familie Damas, die aus dem Adelsgeschlecht Semur hervorging, während der französischen Revolution nach Russland ins Exil gegangen war und ihn ab 1795 im Sankt Petersburger Kadettenkorps militärisch erziehen ließ. Seit 1803 Offizier der russischen Armee, nahm er an allen Feldzügen teil und erwarb sich die Gunst des Zaren Alexander.
Im Jahr 1805 zeichnete sich Damas im Semjonowskoje-Leibgarderegiment in der Schlacht von Austerlitz aus. 1811 wurde er in diesem Regiment als Oberst Bataillonskommandeur. Im Feldzug von 1812 in der Schlacht von Borodino verwundet und dekoriert mit dem Orden der heiligen Anna, übernahm Damas im Dezember 1812 das Kommando der Grenadier-Brigade und wurde Inhaber des Grenadier-Regiments Astrachan.
In der Kampagne von 1813 zeichnete sich die Brigade in den Schlachten von Großgörschen, Bautzen und der Völkerschlacht bei Leipzig aus. Damas erhielt den Wladimir-Orden und im September 1813 die Beförderung zum Generalmajor. Im Jahr 1814 kämpfte er bei Brienne, La Rothiere und Arcis-sur-Aube. Am 5. Mai 1814 erhielt er als höchste Auszeichnung den Orden des Heiligen Georg.
Nach der Restauration der Bourbonen kehrte Damas nach Frankreich zurück und trat als Maréchal de camp in die französische Armee ein. 1815 wurde er Generalleutnant und Kommandeur der 8. Militärdivision in Marseille.
1823 befehligte er eine Division im spanischen Feldzug und avancierte im darauffolgenden Jahr zum Kriegsministers Frankreichs. Da er in die ungerechten Maßregeln gegen die Offiziere des alten Kaiserreichs nicht einstimmte, berief Comte Jean-Baptiste de Villèle im Oktober 1824 Damas zum Außenminister. Dieses Amt hatte Damas bis zum 4. Januar 1828 inne.
Später war Damas Gouverneur des Herzogs von Bordeaux, dem er 1830 in die Verbannung folgte. Wieder nach Frankreich zurückgekehrt, lebte er mit seiner Familie zurückgezogen auf dem Landsitz der Familie seiner Frau Charlotte Laure de Hautefort, dem Schloss Hautefort im Département Dordogne. Er bekleidete keinerlei politische Ämter mehr, sondern widmete sich nur noch wissenschaftlichen Arbeiten.
Im Alter von 76 Jahren starb der Baron de Damas am 6. Mai 1862.